# Autodesk Softimage
Autodesk Softimage, anteriormente conhecido como SOFTIMAGE|XSI, ou XSI, é um programa de gráficos 3D high-end desenvolvida por Softimage, Co., uma subdivisão da Avid Technology, Inc., pela qual é usada predominantemente em filmes, jogos e na indústria de publicidade, para a produção de ambientes e cenas 3D. Em 23 de outubro de 2008, a Autodesk adquiriu da Avid a marca Softimage por aproximadamente US$ 35 milhões. Em fevereiro de 2009, o SOFTIMAGE|XSI mudou de nome para Autodesk Softimage.

## Uso em jogos
O Softimage foi utilizado no desenvolvimento de vários jogos:
- Bayonetta
- Devil May Cry 4
- Fable II
- Final Fantasy XIII
- Genji: Dawn of the Samurai
- Half-Life 2
- Lost Planet
- Metal Gear Solid 3
- Metal Gear Solid 4
- Ninja Gaiden II
- Prince of Persia: The Two Thrones
- Resident Evil 4
- Resident Evil 5
- Rogue Galaxy
- Yakuza 3
- Street Fighter IV
- Star Wars: Battlefront
- Star Wars: Battlefront II
- The Last Remnant
- Virtua Fighter 5
- Star Wars Jedi Knight: Jedi Academy

## Uso em filmes e comerciais
O Softimage foi usado também em vários filmes e comerciais:
- 300
- A Viagem de Chihiro
- The Brothers Grimm
- Charlotte's Web
- Comerciais da Coca-Cola
- Comerciais da M&M's
- Pocoyo
- Sin City
- Transformers
- Barnyard
- VeggieTales